# Хан, Амир
Амир Икбал Хан (англ. Amir Iqbal Khan; род. 8 декабря 1986, Болтон, Ланкашир, Англия) — британский боксёр-профессионал пакистанского происхождения, выступающий в 1-й полусредней, в полусредней и в 1-й средней весовых категориях. Серебряный призёр Олимпийских игр (2004), чемпион мира среди юниоров (2004), чемпион Европы среди кадетов (2003), победитель кубка Странджа (2004) в лёгком весе в любителях.
Среди профессионалов бывший чемпион мира по версиям WBA (2009—2011) и IBF (2011) в 1-м полусреднем весе.

## Ранняя жизнь
Хан родился и вырос в Болтоне, Англия, в семье пакистанского происхождения из Пенджаба. Хан получил образование в болтонской школе Смитилс и колледже Community. Хан является мусульманином, и является активным сторонником мусульманских писателей.
У Хана есть две сестры и один брат, Гарон «Гарри» Хан, начинающий боксёр-профессионал. Так же у Хана есть двоюродный брат, Саид Махмуд, который является известным игроком в крикет.

## Любительская карьера
- 2003 — завоевал золотую медаль на юношеских Олимпийских играх.
- 2004 — завоевал золотую медаль на чемпионате Европы студенческих и чемпионате мира среди юниоров.
- 2004 — выиграл Кубок Странджа, чтобы претендовать на Олимпиаде в Афинах
- 2004 — Выиграл любительский матч против Виктора Ортиса, который был остановлен во втором раунде .
- 2004 — завоевал серебряную медаль на Олимпийских играх, победив Мариоса Каперониса, Штилянова Димитра, Чен Суб Баика и Серика Елеуова. Хан проиграл в финале кубинцу Марио Кинделану.
- 2005 — Победил Крэйга Уотсона по очкам в чемпионате Великобритании, и занял первое место.
- 2005 — выиграл последний матч в своей любительской карьере, победил реванш с Марио Кинделаном 19-13 на стадионе Reebok.

## Профессиональная карьера
Дебютировал в июле 2005 года в Великобритании.
21 июня 2008 года нокаутировал ирландца, Майкла Гомеса.

### Бой с Брейдисом Прескоттом
В сентябре 2008 года состоялся бой между Амиром Ханом и колумбийцем Брейдисом Прескоттом. Оба боксёра сразу же начали агрессивно бой. Прескотт выбросил левый хук, который вскользь задел Хана. Британца повело. Колумбиец сразу же пробил правый хук в голову и левый крюк в челюсть. Хан рухнул на канвас. Он поднялся на счёт 8. После возобновления боя Прескотт сразу же пошёл на добивание. Он выбросил правый свинг мимо, а затем левый хук в челюсть. Хан отошёл в угол. Прескотт повторил удары: опять правый свинг мимо, и левый хук в челюсть. Британец вновь рухнул на пол. Он попытался подняться, но не успел к счёту 10. Рефери зафиксировал нокаут. Поднявшись, Хан зашатался, и его секунданты усадили его на стул. После боя Хан заявил, что Прескотт подложил в перчатки 4 унции гипса
14 марта 2009 года Хан победил легендарного Марко Антонио Барреру.

### Чемпионский бой с Андреем Котельником
В июле 2009 года Хан встретился с чемпионом мира по версии WBA в 1-м полусреднем весе украинцем Андреем Котельником. Бой проходил в Великобритании. Практически весь поединок Хан провёл атакуя противника издали вторым номером, отобрав таким образом эту привычную роль у Котельника. Андрею приходилось выступать агрессором поединка, но в итоге стратегия Хана в быстром перемещении по рингу и уклонение от каких-либо обменов ударами позволила отобрать у Котельника титул чемпиона мира.

### Бой с Дмитрием Салитой
В декабре 2009 года Хан провёл первую защиту титула чемпиона мира по версии WBA в 1-м полусреднем весе против непобеждённого обязательного претендента Дмитрия Салиты. Уже в 1-м раунде Хан смог отправить Салиту на пол ударом правой, а спустя некоторое время снова вынудил своего противника оказаться в горизонтальном положении уже серией ударов. После третьего нокдауна рефери остановил поединок. Встреча продлилась всего 76 секунд.

### Бой с Полом Малиньяджи
В мае 2010 года Хан встретился с экс-чемпионом мира в 1-м полусреднем весе по версии IBF Полом Малиньяджи. В течение 11-ти раундов Хан полностью доминировал в поединке, однако Малиньяджи стойко держался под постоянными атаками Хана и не сдавался вплоть до вмешательства рефери.

### Бой с Маркосом Рене Майданой
В декабре 2010 года Хан встретился с известным панчером Маркосом Рене Майданой. Многие эксперты считали этот бой первой по-настоящему серьёзной проверкой для Хана. Уже в 1-м раунде Хан смог отправить Майдану на пол ринга ударом по корпусу и во 2-м попытался добить противника, но уже в 3-м раунде Майдана выступил агрессором боя. В 5-м раунде рефери снял с Майданы очко за удар локтем. Дальнейшее противостояние проходило в обоюдно-острой и конкурентной борьбе с небольшим перевесом Хана. В конце поединка Майдана всячески старался нокаутировать противника, но в итоге после 12-ти раундов единогасным решением была объявлена победа Хана.
В апреле 2011 года в Великобритании Хан встретился с обладателем титула чемпиона Европы EBU в 1-м полусреднем весе Полом Макклоски. Превосходство в скорости позволяло Хану по ходу боя действовать намного результативнее своего противника, хотя МакКлоски всячески старался демонстрировать, что пропущенные удары не приносят ему никакого вреда. МакКлоски крайне мало предпринимал попыток атаковать Хана. В 6-м раунде из-за рассечения у МакКлоски, полученного в результате неумышленного столкновения головами, рефери по совету доктора у ринга остановил поединок. Все трое судей единогласно оценили 6 раундов боя в пользу Хана. После боя МакКлоски заявил, что совершенно не согласен с решением доктора и рефери, так как в его рассечении не было ничего серьёзного. Хан в ответ заявил, что если бы не рассечение, то он мог нокаутировать МакКлоски в том же 6-м раунде.

### Бой с Забом Джудой
В июле 2011 года Амир Хан встретился в объединительном бою с чемпионом мира по версии IBF Забом Джудой. Хан захватил преимущество с 1-го раунда поединка, выглядел быстрее и осмысленнее своего соперника, не позволяя слишком осторожному и не работающему на атаку Джуде перехватить инициативу. Джуда никак не мог найти нужную дистанцию и практически не наносил ударов слева. С каждым раундом преимущество Хана становилось все более очевидным. После 4-х раундов полного доминирования, в самом конце 5-й трёхминутки, Хан нанёс Джуде удар по линии трусов, после которого Заб опустился на колени, схватившись за пах, и не смог встать до окончания отсчёта рефери. Заб попытался протестовать после того, как ему был произведён отсчёт, уверяя рефери, что удар пришёлся ниже пояса, однако последний был непреклонен, засчитав Джуде поражение нокаутом. На повторе было заметно, что удар был нанесён ниже пояса, однако результат боя был оставлен без изменений. Хан объединил титулы.

### Бой с Ламонтом Питерсоном
В декабре 2011 года Амир Хан вышел на ринг против американца Ламонта Питерсона. На кону стояли титулы WBA и IBF в 1-м полусреднем весе, принадлежавшие Хану. В 1-м раунде Хан отправил Питерсона в лёгкий нокдаун, а также был лучше во 2-м, боксируя сугубо вторым номером, но часто переходя в быстрые и непродолжительные наступления. В 3-м раунде лучше был Питерсон, большую часть времени забивая заблокировавшегося британца у канатов, сосредоточившись на корпусе чемпиона. Затяжной спурт отнял у Питерсона много сил, и в дальнейшем он уже не мог производить столь же продолжительные бомбардировки, чем неустанно пользовался традиционно очень мобильный Хан. Тем не менее, большим превосходство Амира назвать было нельзя, несколько раундов записал на свой счёт Питерсон, а в 7-м и 12-м раундах с Хана было снято по одному очку за постоянные толчки соперника. По итогам 12-ти раундов мнения судей разделились: один дал 115—110 в пользу Хана, двое других — 113—112 в пользу Питерсона. Ламонт Питерсон стал новым чемпионом мира по двум версиям в 1-м полусреднем весе.
В мае 2012 года в Лас-Вегасе, в Mandalay Bay Resort & Casino, должен был состояться реванш Ламонта Питерсона и Амира Хана. Однако за полторы недели до боя допинг-проба Питерсона дала положительный результат на запрещённый препарат, синтетический тестостерон. Реванш был немедленно отменён, после чего WBA лишила Питерсона своего титула чемпиона мира, восставновив в этом звании Хана.

### Бой с Дэнни Гарсией
В июле 2012 года Амир Хан в объединительном бою встретился с чемпионом мира по версии WBC в 1-м полусреднем весе Дэнни Гарсией. На кону также стоял принадлежавший Хану титул «суперчемпиона» мира по версии WBA, которого незадолго до боя был лишён Ламонт Питерсон, выигравший его у Хана вместе с титулом IBF в декабре 2011 года. Хан получил этот титул просто так. Начало боя прошло с небольшим преимуществом Хана, заметно превосходившего соперника в скорости и успешно пользовавшегося излюбленным челноком. Тем не менее, зачётные моменты были и у Гарсии, время от времени попадавшего размашистыми хуками навстречу Амиру. Постепенно атаки Дэнни выглядели все опаснее, и в конце концов ему удалось провести разящий удар — в 3-м раунде после левого бокового Гарсии Хан отправился в тяжёлый нокдаун и спасся только благодаря своевременно подоспевшему гонгу. За минутный перерыв Амиру не удалось восстановиться, и Дэнни с самого начала 4-го раунда принялся добивать потрясённого соперника. Хан мужественно переносил многократные попадания оппонента и в одном из эпизодов даже сумел отличиться сам, однако все равно побывал в двух нокдаунах. После второго отсчёта рефери остановил встречу к радости Гарсии и возмущению Хана. Гарсия объединил титулы.

### Бой против Хулио Диаса
27 апреля 2013 года Амир Хан в Шеффилде (Великобритания) встретился с мексиканским боксёром Хулио Диасом. На протяжении всего боя Хан в привычном для себя стиле боксировал на дистанции, что и позволило ему выиграть большинство раундов. Однако мексиканцу периодически удавалось входить в ближний бой, что приносило свои плоды, так в четвёртом раунде британский боксёр побывал в нокдауне. В восьмом раунде Хан так же пропустил тяжёлый выпад мексиканца и был на грани нокаута, то же самое произошло и в предпоследнем 11-м раунде. По истечении поединка все судьи единогласным решением отдали победу британцу.

### Бой с Девоном Александером
13 декабря 2014 года Девон Александер вышел на ринг против Амира Хана.
Первые 3 раунда прошли с небольшим преимуществом Александера, но Хану удалось перехватить инициативу, и все последующие раунды остались за британцем. Хан убедительно победил по очкам.

### Бой с Крисом Алджиери
29 мая 2015 года состоялся бой между Амиром Ханом и Крисом Алджиери. Крис очень хорошо смотрелся первые 10 раундов но потом сдал и Хан взял бой под свой контроль. И в итоге отдали победу Амиру Хану со счётом 117—111(дважды) и 115—113.

### Бой с Саулем Альваресом
7 мая 2016 года Амир Хан встретился с чемпионом в среднем весе по версии WBC Саулем Альваресом. Ради этого боя Хан поднялся на 2 весовые категории. Бой проходил в промежуточном весе 155 фунтов. В первых раундах британец удивил многих. Хан противопоставил противнику высокую скорость, отличную работу ног, постоянные смещения и неплохие комбинации. Мексиканец долгое время не мог приноровиться к сопернику и часто промахивался. Британец действовал активнее и большую часть времени заставлял оппонента промахиваться. После первых пяти раундов Хан смотрелся как минимум не хуже мексиканца и вполне мог лидировать по очкам. Однако уже в пятом раунде стало заметно, что Хан немного увлекается в атаках и задерживается на ближней дистанции больше, чем обычно. В поединке против обладающего сильным ударом Альвареса это могло закончиться плачевно. Так и получилось в шестом раунде: Альварес в начале трёхминутки сначала немного пошатнул Хана, а в конце сильным ударом справа поймал его на противоходе и отправил на настил ринга. Судья не стал открывать счёт и зафиксировал победу Альвареса. Хан ещё некоторое время пролежал на полу без сознания, но затем пришёл в себя. После боя Хан был госпитализирован.

## Статистика профессиональных боёв
В таблице перечислены результаты всех поединков боксёров.
В каждой строке указан результат поединка. Дополнительно номер поединка обозначен цветом, который обозначает итог поединка. Расшифровка обозначений и цветов представлена в нижеследующей таблице.
| Пример | Расшифровка                     |
| ------ | ------------------------------- |
|        | Победа                          |
|        | Ничья                           |
|        | Поражение                       |
|        | Планируемый поединок            |
|        | Поединок признан несостоявшимся |
| КО     | Нокаут                          |
| ТКО    | Технический нокаут              |
| PTS    | Решение судей (по очкам)        |
| UD     | Единогласное решение судей      |
| MD     | Решение большинства судей       |
| SD     | Раздельное решение судей        |
| RTD    | Отказ от продолжения боя        |
| DQ     | Дисквалификация                 |
| NC     | Поединок признан несостоявшимся |

| 40 поединков, 34 победы (21 нокаутом), 6 поражений. | 40 поединков, 34 победы (21 нокаутом), 6 поражений. | 40 поединков, 34 победы (21 нокаутом), 6 поражений. | 40 поединков, 34 победы (21 нокаутом), 6 поражений.       | 40 поединков, 34 победы (21 нокаутом), 6 поражений. | 40 поединков, 34 победы (21 нокаутом), 6 поражений. |
| Результат                                           | Дата боя                                            | Соперник                                            | Место проведения боя                                      | Раундов, время                                      | Дополнительно |
| --------------------------------------------------- | --------------------------------------------------- | --------------------------------------------------- | --------------------------------------------------------- | --------------------------------------------------- | --- |
| 34-6                                                | 19 февраля 2022                                     | Келл Брук (39-3)                                    | Манчестер Арена, Манчестер, Англия, Великобритания        | TKO 6 (12), 0:51                                    | |
| 34-5                                                | 12 июля 2019                                        | Билли Диб (45-5)                                    | Король Абдалла Спортс Сити, Джидда, Саудовская Аравия     | TKO 4 (12), 1:06                                    | Завоевал вакантный титул чемпиона по версии WBC International в полусреднем весе. |
| 33-5                                                | 20 апреля 2019                                      | Теренс Кроуфорд (34-0)                              | Мэдисон-сквер-гарден, Нью-Йорк, штат Нью-Йорк, США        | TKO 6 (12), 0:47                                    | Бой за титул чемпиона мира по версии WBO (2-я защита Кроуфорда) в полусреднем весе. |
| 33-4                                                | 8 сентября 2018                                     | Самуэль Варгас (29-3-2)                             | Арена Бирмингем, Бирмингем, Уэст-Мидлендс, Великобритания | UD (12)                                             | Счёт: 119-109, 118-110, 119-108. Бой в полусреднем весе. |
| 32-4                                                | 21 апреля 2018                                      | Фил Ло Греко (28-3)                                 | Echo Arena, Ливерпуль, Великобритания                     | TKO 1 (12), 0:39                                    | Бой в 1-м среднем весе. |
| Перерыв                                             |                                                     |                                                     |                                                           |                                                     | |
| 31-4                                                | 7 мая 2016                                          | Сауль Альварес (46-1-1)                             | T-Mobile Arena, Лас-Вегас, Невада, США                    | KO 6 (12), 2:37                                     | Бой за титул чемпиона мира по версии WBC, The Ring в среднем весе (1-я защита Альвареса). |
| 31-3                                                | 29 мая 2015                                         | Крис Алджиери (20-1)                                | Нью-Йорк, США                                             | UD (12)                                             | 115-113, 117-111, 117-111. Защитил титул WBC Silver в полусреднем весе. |
| 30-3                                                | 13 декабря 2014                                     | Девон Александер (26-2)                             | Лас-Вегас, США                                            | UD (12)                                             | 119-109, 118-110, 120-108. Защитил титул WBC Silver в полусреднем весе. |
| 29-3                                                | 3 мая 2014                                          | Луис Кольясо (35-5)                                 | Лас-Вегас, США                                            | UD (12)                                             | 119-104, 117-106, 119-104. Выиграл титулы WBC Silver WBA International в полусреднем весе. Кольясо 1 раз в нокдауне в 4 раунде и 2 раза в 10 раунде. Оба соперника оштрафованы в 8 раунде.                                                            |
| 28-3                                                | 27 апреля 2013                                      | Хулио Диас (40-7-1)                                 | Шеффилд, Йоркшир, Англия                                  | UD (12)                                             | 114-113, 115-113, 115-112. |
| 27-3                                                | 15 декабря 2012                                     | Карлос Молина (17-0-1)                              | Лос-Анджелес, США                                         | TKO 10 (12), 3:00                                   | Бой за титул WBC Silver в первом полусреднем весе. |
| 26-3                                                | 14 июля 2012                                        | Дэнни Гарсия (23-0)                                 | Лас-Вегас, США                                            | TKO 4 (12), 2:28                                    | Бой за титулы WBA Super, IBF и The Ring в первом полусреднем весе. Хан в нокдаунах в 3 и 4 раундах. |
| 26-2                                                | 10 декабря 2011                                     | Ламонт Питерсон (29-1-1)                            | Вашингтон, США                                            | SD (12)                                             | 114-111, 112—113. 112—113. Бой за титулы WBA Super и IBF в первом полусреднем весе, 1-я защита Хана. Питерсон лишился титула WBA Super по результатам послематчевого допинг-анализа. Питерсон в нокдауне в 1 раунде, Хан оштрафован в 7 и 12 раундах. |
| 26-1                                                | 23 июля 2011                                        | Заб Джуда (41-6)                                    | Лас-Вегас, США                                            | KO 5 (12), 2:47                                     | Бой за титулы WBA Super и IBF в первом полусреднем весе. |
| 25-1                                                | 16 апреля 2011                                      | Пол Макклоски (22-0)                                | Манчестер, Англия                                         | TD 6 (12), 2:30                                     | 60-54, 60-54, 60-54. Бой за титул WBA в первом полусреднем весе, 4-я защита Хана. |
| 24-1                                                | 11 декабря 2010                                     | Маркос Майдана (29-1)                               | Лас-Вегас, США                                            | UD (12)                                             | 114-111, 114—111, 113—112. Бой за титул WBA в первом полусреднем весе, 3-я защита Хана. |
| 23-1                                                | 15 мая 2010                                         | Пол Малиньяджи (27-3)                               | Нью-Йорк, США                                             | TKO 11 (12), 1:25                                   | Бой за титул WBA в первом полусреднем весе, 2-я защита Хана. |
| 22-1                                                | 5 декабря 2009                                      | Дмитрий Салита (30-0-1)                             | Ньюкасл-апон-Тайн, Англия                                 | TKO 1 (12), 1:16                                    | Бой за титул WBA в первом полусреднем весе, 1-я защита Хана. |
| 21-1                                                | 18 июля 2009                                        | Андрей Котельник (31-2-1)                           | Манчестер, Англия                                         | UD (12)                                             | 120-108, 118—111, 118—111. Выиграл титул WBA в первом полусреднем весе (первый титул чемпиона мира в карьере Хана). |
| 20-1                                                | 14 марта 2009                                       | Марко Антонио Баррера (65-6)                        | Манчестер, Англия                                         | TD 5 (12), 2:36                                     | 50-44, 50-45, 50-45. Защитил титул WBA International, выиграл вакантный титул WBO Inter-Continental в лёгком весе. |
| 19-1                                                | 6 декабря 2008                                      | Ойшин Фейган (22-5)                                 | Лондон, Англия                                            | TKO 2 (12), 1:37                                    | Выиграл вакантный титул WBA International в лёгком весе. |
| 18-1                                                | 6 сентября 2008                                     | Брейдис Прескотт (19-0)                             | Манчестер, Англия                                         | TKO 1 (12), 0:55                                    | Потерял титул WBO Inter-Continental в лёгком весе. |
| 18-0                                                | 21 июня 2008                                        | Майкл Гомес (35-8)                                  | Бирмингем, Англия                                         | TKO 5 (12), 2:33                                    | Защитил титул Британского Содружества в лёгком весе. |
| 17-0                                                | 5 апреля 2008                                       | Мартин Кристиансен (19-1-3)                         | Болтон, Англия                                            | TKO 7 (12), 2:53                                    | Выиграл титул WBO Inter-Continental в лёгком весе. |
| Номер боя                                           | Дата                                                | Соперник                                            | Место боя                                                 | Результат                                           | Дополнительно |